# Протомер
Протомер у структурній біології — це структурна одиниця олігомерного білку. Протомером може бути один білковий ланцюг або декілька білкових ланцюгів, що об'єднані у комплекс з визначеною стехіометрією. Прикладами протомерів, що можуть складаються з декількох білкових ланцюгів, є субодиниці деяких вірусних капсидів; гемоглобін, який є олігомером зі стехіометріюєю α2β2, де дімер αβ виступає протомером; аспартат кабамоїлтрансфераза, яка має субодиничний склад α6β6, з αβ димером як протомером. Прикладами одноланцюгових протомерів є рекомбіназа RecA, що утворює спіральний філамент на одноланцюговій ДНК, актинові фібрилі тощо.